# Falkon
Falkon är en typ av artilleripjäser som användes under 1500- och 1600-talet och hade en projektil som vägde ungefär 2 kg, medan den lättare falkonettens projektil vägde ungefär 1 kg, men pjäserna kunde även laddas med druvhagel.
Under Erik XIV var det svenska "skyttet" organiserat efter följande indelningar av lättare pjäser:
- Dubbel falknett Kulvikt: 1.060 gram – Kaliber: 7,2 cm – Pjäsvikt: 420 kg. – Piplängd: 2,5 meter
- Enkel falknett Kulvikt: 530 gram – Kaliber: 5,7 cm – Pjäsvikt: 170 kg. – Piplängd: 2 meter
- Falkun Kulvikt: 430 gram – Kaliber: 4,6 cm – Pjäsvikt: 100 kg. – Piplängd: 1,5 meter